# 우사츠카 에이지
우사츠카 에이지(兎塚 エイジ, うさつか　えいじ）는 일본의 일러스트레이터, 삽화가이다. 대학은 오사카 산업대학교를 졸업했다.

## 작품 일람
- 제로의 사역마
  - 열풍의 기사희
  - 타바사의 모험
- 엔젤 마기스터 - 에로게, mana
- 신곡주계 폴리포니카